# Exttravasa
"Exttravasa" é uma canção da cantora brasileira Claudia Leitte com a participação especial do rapper Gabriel o Pensador, contida em seu primeiro álbum em carreira solo Ao Vivo em Copacabana e servindo como seu primeiro single. O nome da canção é estilizada com duas letras "T" em referência ao sobrenome artístico da cantora. Foi certificada como disco de diamante pela Associação Brasileira de Produtores de Discos (ABPD) devido a mais de 500 mil downloads pagos. Foi a décima música mais executada nas rádios do Brasil em 2008 segundo dados divulgados pela Crowley Broadcast Analysis. Em diversas rádios a canção alcançou o primeiro lugar dentre as mais executadas.
Foi listada pelo site iBahia em 2015 como a 10ª música de "hits que marcaram a história do axé".

## Composição
A canção foi composta por Sérgio Rocha, Zeca Brasileiro, Adson Tapajós e Jean Carvalho. Os compositores haviam trabalhado com Claudia Leitte anteriormente no grupo Babado Novo, em canções como "Cai Fora", "Canudinho", "Amor à Prova", "Cabelo Louro", "Fulano in Sala", "No Passo da Marcharada", "Foto na Estante", "Estandarte de Pandeiro", "Pororoca", "Coladinho" e "Banho de Chuva". Os mesmos contribuíram com algumas canções na carreira solo de Claudia, como "No Carnaval de Salvador", "Quem é de Fé Balança" e "Água".

## Lançamento
A versão em estúdio foi lançada no dia 13 de novembro de 2007 no site oficial da banda Babado Novo. Horas antes do lançamento, Claudia Leitte postou em seu blog "Blog da Claudinha" dizendo que quem acessar o site da Babado Novo mais tarde terá um motivo para "extravasar". Mais tarde do mesmo dia, Claudia voltou a atualizar o seu blog para anunciar a surpresa: a canção Exttravasa. Junto com a letra da música, a cantora deixou uma mensagem relacionada ao título da canção: "Exttravasem mas se respeitem! Exttravasem mas respeitem os outros. Exttravasem na alegria, exttravasem no amor, exttravasem no altruísmo. Exttravasem em Deus!".
Claudia Leitte chegou a definir a canção Exttravasa como uma filosofia de vida: "Extravasar é superar limites, é viver intensamente cada minuto da vida, é brincar, cantar, dançar. É tudo que o verão pede, que o carnaval pede, mas com responsabilidade e com Deus no coração". Foi enviada para as rádios no mesmo dia de lançamento e disponibilizada para download pago em telefonia móvel. Primeiramente a canção foi lançada com Babado Novo como artista. Após a confirmação da carreira solo de Claudia Leitte, a canção passou a ter Claudia Leitte como artista.
No dia 17 de fevereiro de 2008, Claudia Leitte gravou seu primeiro álbum ao vivo em carreira solo na praia de Copacabana no Rio de Janeiro. Claudia abriu a gravação com a canção Exttravasa, que dessa vez teve o rap com a participação de Gabriel o Pensador e foi liberada para as rádios.

## Desempenho comercial
A canção foi enviada para as rádios no dia 13 de novembro de 2007, rapidamente alcançando a primeira posição no ranking das músicas mais executadas nas rádios brasileiras. Ficou cerca de 10 meses entre as 100 canções mais executadas nas rádios brasileiras. No ranking da Crowley Broadcast Analysis, a canção foi a 10ª mais executada do ano. Foi uma das músicas mais executadas no Brasil na década de 2000.
No dia 28 de maio de 2007, foi revelado à imprensa que Claudia assinou contrato com a Niely Cosméticos para ser garota propaganda da tintura "Cor & Ton". O lema da campanha publicitária foi "Exttravase". A canção esteve presente no primeiro comercial da tintura com a cantora. A campanha contribuiu para que a Niely fechasse 2008 com a liderança no mercado especializado, com um crescimento de 30% em relação ao ano anterior. A Niely lançou uma promoção envolvendo Exttravasa, onde ao comprar uma tintura Cor & Ton, o consumidor ganhava um CD single de Exttravasa. Um milhão de singles foram distribuídos pela Niely de acordo com a tiragem inicial do single.
Em janeiro de 2009 foi a terceira música mais executada na região norte brasileira. Na mesma lista aparece a canção Beijar na Boca da cantora na 20ª posição. Durante o carnaval de 2009  foi a quinta música mais tocada em shows, incluindo trios elétricos. No mesmo ranking aparece Beijar na Boca na segunda posição da lista.
No dia 26 de outubro de 2009, Claudia Leitte recebeu a certificação de disco de diamante pelas 500 mil cópias digitais vendidas de Exttravasa por telefonia móvel e internet. No mesmo dia a cantora recebeu mais três certificações de disco de diamante por Bola de Sabão, Doce Paixão e Beijar na Boca, além de duas certificações de disco de platina pelas canções Pássaros e Safado, Cachorro, Sem-vergonha.
No ano de 2010 foi a décima canção mais executada em shows de acordo com a Ecad. A canção Beijar na Boca também aparece na mesma lista ocupando a quarta posição.

## Outras versões
- Em 2010, a cantora eslovena Rebeka Dremelj gravou a canção no idioma Esloveno, com o título de "Brez Obraza". A adaptação da canção para esloveno foi feita por Kovacic Goran e Vozelj Marko.[36]
- Em 3 de agosto de 2013, Claudia Leitte gravou seu terceiro álbum ao vivo na Arena Pernambuco, no Recife. Durante a gravação, Claudia Leitte apresentou uma nova versão de Exttravasa com um arranjo diferente e com o rap incidental em inglês feita pelo seu backing vocal Alex Ci. A canção não está presente no álbum, porém o vídeo oficial da performance foi divulgado em sua página oficial do Facebook em homenagem aos 6 anos de carreira solo de Claudia Leitte.[37]

## Vídeo musical
O videoclipe foi gravado no dia 27 de novembro de 2007 em Itanhangá (localizado na região Zona Oeste do Rio de Janeiro. O visual de Claudia no videoclipe tem influência high tech. Claudia contou com a ajuda do maquiador Zezinho Santos e do cabeleireiro Washington Rocha. As gravações começaram cerca de 14 horas da tarde e foi prolongada até a madrugada.
O videoclipe foi dirigido pelo renomado Toth Brondi, com quem Leitte havia trabalhado anteriormente nos videoclipes "Amor Perfeito", "Bola de Sabão" e "Doce Paixão" da banda Babado Novo.
O videoclipe estreou em uma versão curta no dia 18 de dezembro de 2007 no programa Fantástico da Rede Globo. No dia seguinte o videoclipe foi disponibilizado completo em um hotsite da canção no site do Babado Novo. Além do videoclipe, o hotsite disponibilizou a letra da canção e um ensaio fotográfico exclusivo de Claudia Leitte feita pelo fotógrafo Washington Possato. O videoclipe da canção Upgrade U da cantora Beyoncé serviu de inspiração para a parte em que Leitte dubla o rap presente na canção.

## Formatos e faixas
| - Single digital 1. "Exttravasa" (part. Gabriel o Pensador) - 4:23 - Single digital - versão solo 1. "Exttravasa" - 4:02 - Remix Jovem Pan single 1. "Exttravasa" (Remix) (part. Gabriel o Pensador) - 4:12 2. "Exttravasa" (part. Gabriel o Pensador) - 4:01 | - Cor & Ton CD single 1. "Exttravasa" (part. Gabriel o Pensador) - 4:02 - Remixes EP 1. "Exttravasa" (Maxpop Extended Remix) - 3:40 2. "Exttravasa" (Maxpop Radio Edit) - 3:50 3. "Exttravasa" (Jovem Pan Blaster Project Extended Version) - 5:18 4. "Exttravasa" (Jovem Pan Remix) - 6:32 |

## Prêmios e indicações
Lista de prêmios e indicações pela canção Exttravasa.
| Ano  | Premiação               | Categoria                            | Resultado |
| ---- | ----------------------- | ------------------------------------ | --------- |
| 2008 | Capricho Awards         | Melhor Música                        | Venceu    |
| 2008 | Prêmio Multishow        | Melhor Música                        | Indicado  |
| 2008 | Troféu Band Folia       | Melhor Música                        | Venceu    |
| 2008 | Troféu Top Music Brasil | Melhor Remix Nacional (Maxpop Remix) | Venceu    |
| 2008 | Troféu Top Music Brasil | Melhor Música Nacional               | Indicado  |
| 2008 | Troféu Top Music Brasil | Melhor Videoclipe Nacional           | Indicado  |

## Desempenho nas paradas
| Tabela Musical (2007-8)             | Melhor posição |
| ----------------------------------- | -------------- |
| Brasil — Top 100 Charts             | 1              |
| Brasil — Brazilian National Airplay | 4              |
| Brasil — Regional São Paulo         | 7              |

| Tabela Musical (2008)    | Melhor posição |
| ------------------------ | -------------- |
| Brasil — Year-end charts | 1              |

| Tabela Musical (2000-2009) | Melhor posição |
| -------------------------- | -------------- |
| Brasil — Decade-end charts | 6              |

| País (Provedor) | Disco Especifico | Certificação | Vendas    |
| --------------- | ---------------- | ------------ | --------- |
| Brasil (ABPD)   | download digital | Diamante     | 500.000   |
| Brasil (ABPD)   | CD single        | 2× Diamante  | 1.000.000 |

## Créditos da canção
| - Sérgio Rocha - compositor, diretor, guitarra, vocal - Zeca Brasileiro - compositor - Adson Tapajós - compositor - Jean Carvalho - compositor - Gabriel o Pensador - compositor - Robson Nonato - diretor - Flávio Senna - mixer - Flávio Senna Neto - assistente - Mauro Araújo - assistente - Bruno Leon - assistente - Leninho - assistente - Oscar Torres - mixer - Antônio - assistente - Diego - assistente - Luizinho Mazzei - mixer - Carlos Freitas - masterizador - Florência Saravia - edição e montagem - Alderico Neto (Buguelo) - bateria | - Alan Moraes - baixo - Luciano Pinto - teclado, vocal, scratch - Nino Balla - percussão - Júnior Macarrão - percussão - Durval Luz - percussão - Carlinhos Pitanga - trombone - Sinho Cerqueira - trompete - Nivaldo Cerqueira - sax - Angela Lopo - coro - Tita Alves - coro - Gleidon Souza - trompete - Ivã Oliveira - percussão - Junior Maceió - sax-alto - Mikael Mutti - teclado - Paulinho Caldas - coro - Carlinhos Marques - coro - Robson Nonato - teclado |

## Créditos do videoclipe
| Vídeo Toth Brondi - diretor Aquarela Filmes - produtora | Produção Claudia Leitte Zezinho Santos - maquiador Washington Rocha - cabeleireiro |